# 阿帕娜·波帕特
阿帕娜·波帕特（英語：Aparna Popat，1978年1月18日—），前印度女子羽球運動員，她曾連續九年稱霸印度全国羽毛球锦标赛女子單打項目，女單世界排名最高達16位，並於2000年與2004年代表印度參加夏季奧林匹克運動會羽球比賽。

## 生平
阿帕娜·波帕特出生自印度孟買。1986年，8歲的阿帕娜接受第一位教練阿尼爾·普拉德（Anil Pradhan）的訓練，並在13歲時贏得重要賽事的冠軍。1994年，15歲的阿帕娜轉投普拉卡什·帕都恭在班加羅爾所開設的羽球學院接受訓練。
1996年，阿帕娜·波帕特在丹麥錫爾克堡舉辦的世界青年錦標賽獲得女子單打亞軍，為印度選手在世青賽的第一面獎牌。1997年，阿帕娜獲得生涯第一座印度全国羽毛球锦标赛冠軍，並且在此後連續八年衛冕成功。1998年，她在法國公開賽女單決賽以11-8、11-4擊敗德國選手，並在同一年於馬來西亞吉隆坡舉辦的大英國協運動會贏得女子單打銀牌。為了加強自己的能力，阿帕娜在2001年前往印度體育局訓練中心接受訓練。隔年的大英國協運動會，阿帕娜在女單項目再次為印度奪下一枚銅牌。
2006年，阿帕娜·波帕特因為腕部傷痛的問題，在該年贏得印度全國冠軍後宣布退役，其全國冠軍頭銜直到退役都未曾被別人取代。退役之後，她曾在印度羽毛球超级联赛的孟買大師俱樂部擔任教練。